# Borghetto Santo Spirito
Pour les articles homonymes, voir Borghetto et Santo Spirito.
Borghetto Santo Spirito (O Borghetto en langue ligurienne) est une commune italienne de la province de Savone, dans la région Ligurie.

## Histoire
- Sac de Ceriale et Borghetto

## Administration
| Période                                  | Période | Identité | Étiquette | Qualité |
| ---------------------------------------- | ------- | -------- | --------- | ------- |
|                                          |         |          |           |         |
| Les données manquantes sont à compléter. |         |          |           |         |

### Hameaux
Pineland, nouveau quartier résidentiel construit dans les années 1970 et 1980 sur les hauteurs de Borghetto Santo Spirito, dont une partie est protégée par portail à code. Une piscine faisait également le bonheur des riverains, mais est fermée depuis le début des années 1990 en l'attente d'un repreneur éventuel.

### Communes limitrophes
Boissano, Ceriale, Loano, Toirano.